# Luciano Faraguti
Luciano Faraguti (La Spezia, 26 agosto 1937 – Genova, 11 marzo 2018) è stato un politico italiano della Democrazia Cristiana.

## Biografia
Nato a Riva del Golfo (SP), nei primi anni Sessanta è rappresentante dell’Intesa, organizzazione studentesca della DC all'Università di Pisa, quindi Presidente dell’Interfacoltà, organo esecutivo unitario studentesco.
Per la Democrazia Cristiana fu il principale esponente in Liguria della corrente, orientata a sinistra, di Carlo Donat-Cattin, che lo volle come dirigente nazionale della DC, rieletto per tre legislature consecutive. Interessato ai temi dell'economia marittima e della portualità, riuscì a introdurre l'operatore Contship di Angelo Ravano alla Spezia. 
Diventa consigliere regionale in Liguria nel 1975, poi viene eletto deputato dal 1979 al 1994; è stato Sottosegretario al Turismo e Spettacolo nei governi Craxi I (1983-1986), Craxi II (1986-1987) e Fanfani VI (1987), presidente della Cassa Marittima. Nel '94 non fu ricandidato da Martinazzoli, restando in disparte dalla vita politica. Allevò numerosi giovani alla Scuola di Formazione Politica della DC, attraendoli dal mondo cattolico.
Morì l'11 marzo 2018 all'età di 80 anni.